# Stipe Matić
Stipe Matić (sinh ngày 6 tháng 2 năm 1979) là một cầu thủ bóng đá người Croatia hiện tại thi đấu cho câu lạc bộ Thụy Sĩ Oberwallis Naters.
Matić bắt đầu sự nghiệp thi đấu tại Prva HNL cùng với Hajduk Split.